# Jóbi
Jóbi, (Jobi) ou Japém (em indonésio: Yapen) é uma ilha indonésia localizada na região da Nova Guiné Ocidental. A ilha compreende a regência (kabupaten) de Ilhas Yapen, da província de Papua, no leste do país. Ela cobre uma área de 2.432,49 km2 e possui uma população de 115.056 habitantes, segundo o censo parcial de 2023.
Os estreitos de Yapen separam a ilha das ilhas Biaque (ou Schouten) ao norte. Ela faz parte de um conjunto de ilhas localizado na Baía Cenderawasih, ao longo da costa norte da ilha de Nova Guiné. A oeste se encontra a ilha de Mios Num ao cruzar um estreito de mesmo nome, e a leste está a ilha de Kurudu. Em direção sudeste de Yapen, estão as ilhas Amboi e a sudoeste as ilhas Curã. É populada po comunidades de povos Yobi, Randowaya, Serui e Ansus.  Seu ponto culminante está a uma elevação de 1.496 m.
A ilha foi primeiro avistada por europeus em 24 de Junho de 1528 quando o navegador espannhol Álvaro de Saavedra lá aportou enquanto retornava de Tidore para a Nova Espanha. Foi então chamada de Paine dentro do arquipélago das Islas de Oro (Ilhas Douradas em espanhol, conhecidas pelo nome atual de Ilhas Schouten). Em 1545, Yapen foi visitada por Íñigo Órtiz de Retes a bordo do galeão San Juan.
Um terremoto em 1979 causou sérios danos à infraestrutura da ilha e deixou pelo menos 115 mortos.

## Ecologia
A ilha está designada dentro da ecorregião das florestas tropicais de Yapen, pela organização World Wildlife Federation, port conta de sua fauna e flora únicas. Ao todo duas áreas protegidas cobrem dois terços da ilha, cujo crescimento populacional e desflorestação ameaçam a sua conservação.